# Michael Max (Radsporttrainer)
Michael Max (* 30. Juli 1956 in Weißwasser/Oberlausitz) ist ein ehemaliger deutscher Radrennfahrer und Radsporttrainer.

## Sportliche Laufbahn
Max begann sportlich bei der „BSG Chemie Döbern“ mit dem Fußball. Sein Freund Bernd Drogan brachte ihn 1968 bei der Betriebssportgemeinschaft (BSG) „Lok Forst“ zum Radsport. 1970 wurde er zum SC Cottbus delegiert. Erste Medaillen gewann er als Schüler bei den Kinder- und Jugendspartakiaden und bei den BSG-Bestenermittlungen. In der Jugend gewann er 1972 die Silbermedaille bei den Straßenmeisterschaften im Einzelrennen hinter Hans-Joachim Hartnick. Im Mannschaftszeitfahren gewann er mit Drogan, Hartnick und Adelmeyer den Titel. Sein erstes Rennen in der Männerklasse war die DDR-Meisterschaft im Mannschaftszeitfahren 1973. Mit Drogan, Hartnick und Hans-Peter Wehe holte er die Silbermedaille. 1976 gewann er mit dem Vierer des SC Cottbus erneut Silber. In der DDR-Rundfahrt startete er dreimal. 1974 und 1976 kam er nicht ins Ziel. 1977 wurde er 14. der Gesamtwertung.

## Berufliches
Max wurde nach seiner aktiven Karriere Trainer im Radsport. Er war im SC Cottbus und als Landesverbandstrainer in Brandenburg tätig. 1980 übernahm er im SC Cottbus die Fahrer der Kurzstreckendisziplinen, zum Teil gemeinsam mit Gerd Müller. Zu seiner Trainingsgruppe gehörten u. a. Jens Glücklich und Danilo Hondo. Glücklich wurde 1984 Junioren-Weltmeister im Zeitfahren, dies war sein erster bedeutender Erfolg als Trainer. Als Sportlicher Leiter arbeitete er seit 2012 im LKT Team Brandenburg. Im Januar 2011 berief ihn der Bund Deutscher Radfahrer als Nachfolger von Andreas Petermann zum Bundestrainer für den Ausdauerbereich. Diese Funktion hatte er bereits 2008 für einige Monate inne. Bei den Olympischen Sommerspielen 2008 hatte er Roger Kluge in Peking zu Olympia-Silber im Punktefahren geführt. Ende 2011 trat er vom Amt des Bundestrainers zurück. Sein Nachfolger wurde Sven Meyer. 2023 beendete er seine Arbeit als Radsporttrainer und ging in den Ruhestand.